# Blumenau
Blumenau város Brazíliában, Santa Catarina államban. Lakosainak száma 361 261 fő (2022). Blumenau Massaranduba, Santa Catarina, Pomerode, Jaraguá do Sul, Gáspár, Guabiruba, Botuverá, Indaial és Luiz Alves községekkel határos.

## Népesség
A település népességének változása:
| Lakosok száma | 17   | 800  | 2600 | 15 000 | 40 000 | 309 011 | 292 972 | 361 855 | 366 418 | 361 261 |
|               | 1850 | 1860 | 1865 | 1880   | 1900   | 2000    | 2007    | 2020    | 2021    | 2022    |